# Щрамберк
Щрамберк (на чешки: Štramberk; на немски: Stramberg или Strahlenberg) е град в Моравско-силезкия край на Чехия. Населението на града е 3432 жители.
Малкият планински град е разположен недалече от Копршивнице в северна Моравия, в центъра на възвишение в склоновете на Замковите планини в подножието на Бескидите. Заради живописните му околности е известен като „Моравския Витлеем“.

## Демография
| Година              | 1970 | 1980 | 1991 | 2001 | 2003 | 2012 |
| ------------------- | ---- | ---- | ---- | ---- | ---- | ---- |
| Брой на населението | 4191 | 3713 | 3280 | 3408 | 3380 | 3385 |

## Известни жители
- Иржи Ханзелка (1920—2003) – чешки пътешественик, журналист и писател.

## Галерия
- Щрамберската кула
- Изглед на града от Замковите планини
- Народна архитектура